# Froyd (група)
„Froyd“ (на български: Фройд) е българска пънк група, основана в София през 2015 година. В началото „Froyd“ е експериментална формация, повлияна от пънка на 70-те години и българския ню уейв в лицето на групи като Кале и Ревю. Работата в тази посока оформя дебютния албум, концептуално записан в мазе с два вокални микрофона, висящи от тавана.
„Froyd“ е създадена от Иван Стефанов (китара, водещ вокал), Кристиян Сергинов (барабани) и Михаил Недялков (бас китара, вокал). Те успяват да се намерят още в гимназията и започват да свирят заедно. По-късно към групата се включва Иван Станчев (клавишни, вокал, саксофон). От началото на съществуването си, групата свири активно както в София, така и клубове из страната. Успяват да спечелят одобрението на популярни български банди като Ревю и Уикеда, които споделят сцената и феновете си с „Froyd“.
По-късно влиянието от „суровия“ пънк на 70-те постепенно преминава в Алтърнатив и Инди звучене. Основен фактор за промяна на посоката са групи като The Alan Parsons Project, ранният Genesis и инди вълната от последните десет години (Arctic Monkeys, The White Stripes, Cage The Elephant, James Supercave). С вдъхновението от тези нови влияния, бандата записва втория си албум – Frankfurt. В него дигиталният синтезатор измества саксофона, а по-голямата част от албума е на български език. Според традициите на ранното инди, албумът е записан самостоятелно от групата в тяхното мазе-репетиционна.
„Froyd“ са първата банда от България, част от проекта за обмен на вдъхновение и сцена с групи от Великобритания – Camden Nights. Само за 2 години успяват да стигнат и до подписване на мениджърски договор с L’Evil Music и така „Froyd“ завършват 2019 с нов екип зад гърба си, албум и нарастващ брой концерти за 2020 г. През това време групата създава домашно студио, в което успява да събере аналогова техника, необходима им за записите. Поради въведени здравни мерки тогава, участията им за момент прекъсват. Групата използва това време, като работи върху третия си студиен албум. 
В началото на 2020 година, членовете на групата със собствени средства завършват новото си студио, където продължава тяхната работа и до днес. В него те записват първият си сингъл Violet, който излиза на 25.04.2020 г. Ден по-рано, песента е представена за пръв път в ефира на българското радио Z-Rock от Елена Розберг в предаването „Голият Обяд“. През май 2021 г. излиза и третият им студиен албум „7/4“. 

## Състав
„Froyd“ променят състава си през годините. През 2015 г., когато първоначално е сформирана групата, съставът и включва Иван Стефанов (вокал и китара), Михаил Недялков (бас китара, вокал), Кристиян Сергинов (барабани). През 2017 г. към тях се присъединява и Иван Станчев (клавишни, вокал, саксофон). В този състав групата издава и първия си студиен албум – „Flux“ (2018 г.).
- Иван Стефанов – китара, вокал (от 2015 г.)
- Михаил Недялков – бас китара, вокал (от 2015 г.)
- Кристиян Сергинов – барабани (от 2015 г.)
- Иван Станчев – клавишни, вокал, саксофон (от 2017 г.)
- Юлия Лилова – бас и вокали (от 2021 г.)

## Дискография

### Албуми
- 2018 г. - „Flux“
- 2019 г. - „Frankfurt“
- 2021 г. - „7/4“

### Singles
- 2020 г. - „Violet“
- 2020 г. - „Bordeaux“